# Keith Jarrett
Keith Jarrett (Allentown, 8 mei 1945) is een Amerikaans pianist.

## Beginjaren
Jarrett werd geboren en groeide op in Allentown, Pennsylvania. Hij bezit een absoluut gehoor en begon op driejarige leeftijd piano te spelen; met zeven jaar gaf hij zijn eerste recital met werken van Mozart, Bach, Beethoven en Saint-Saëns. Gedurende zijn jeugd werd Jarrett onderwezen in klassieke muziek. Na zijn middelbare school verhuisde Jarrett naar Boston, Massachusetts, waar hij kortstondig het Berklee College of Music bezocht. In zijn tienerjaren kreeg hij de mogelijkheid compositie te studeren bij de vermaarde docente Nadia Boulanger, maar Jarrett verkoos naar New York te verhuizen om daar jazzmuziek te spelen. Een optreden van Dave Brubeck was hierbij een vroege inspiratie.
In New York speelde hij veelal in de beroemde jazzclub Village Vanguard, waarna hij begon te toeren met Art Blakey's The Jazz Messengers. Hij werd al snel opgemerkt door de drummer Jack DeJohnette (met wie hij later een trio zou beginnen) die hem bij zijn bandleader Charles Lloyd aanbeval. Tussen 1966 en 1968 was Jarrett pianist in het kwartet van Lloyd, een van de populairste jazzbands uit de jaren 60. Met Lloyd nam hij in 1966 de beroemde plaat Forest Flower op.

## Miles Davis en Kwartetten
In 1968 kwam het Charles Lloyd kwartet tot een einde, vanwege artistieke verschillen en loonkwesties. Vervolgens werd Jarrett gevraagd om zich aan te sluiten bij de fusiongroep van Miles Davis (volgens Jarrett was Davis met zijn hele band komen kijken naar een van zijn optredens, wat hij heel vreemd vond). Jarrett haatte (en haat) elektrische instrumenten, maar aanvaardde de job uit ontzag voor Davis. Jarrett bleef maar een jaar ('69-'70) bij Davis om vervolgens een eigen trio op te starten met Charlie Haden (bass) en Paul Motian (drums). Later werd dit trio aangevuld met de saxofonist Dewey Redman. Midden tot eind jaren zeventig leidde Jarrett ook een Europees kwartet met Jan Garbarek (sax), Palle Danielsson (bass) en Jon Christensen (drums).

## Solo piano
Het bekendst is Jarrett echter om zijn gigantische solo-œuvre. Vanaf 1971 ontwikkelde hij zich door zijn live-improvisaties tot een waar fenomeen om te zien. Hij veranderde het hele solo piano concept door concerten te geven waarbij hij veertig minuten lange improvisaties uitspon. Zijn eerste hoogtepunten tijdens die eerste reeksen concerten waren: Solo Concerts: Bremen/Lausanne (1973) en The Köln Concert (1975). Later volgden er nog hoogtepunten zoals: Paris Concert (1988), Vienna Concert (1991), La Scala (1995) en Tokyo'96. Eind jaren negentig werd Jarrett echter geveld door het Chronischevermoeidheidssyndroom. Na die periode (die ongeveer twee jaar duurde) bracht hij de The Melody At Night With You uit waarin  hij op een zeer verhalend niveau solo een tiental standards opvoerde als ode aan zijn vrouw die hem hielp te herstellen van zijn ziekte. Vervolgens begon hij geleidelijk weer op te treden met zijn standards trio en vanaf 2002 weer solo. Toen hij weer solo begon op te treden voerde hij echter een dramatische verandering in zijn concept door. Vanaf dan speelde hij immers alleen nog maar kortere stukken van een tot vijftien minuten. Dit concept kwam tot een nieuw hoogtepunt met het album 'Rio' uit 2011.

## The Standards Trio
In 1983 vroeg Jarrett op aanraden van ECM-baas Manfred Eicher de bassist Gary Peacock en drummer Jack DeJohnette, met wie hij al samenwerkte bij Charles Lloyd en Miles Davis om een album op te nemen met enkel jazzstandards. Dit resulteerde in de albums: Standards, vol.1 en Standards, vol.2. Het Standards Trio was geboren. Het trio is ondertussen de norm geworden voor het trio-genre in Jazz. Het is tot op de dag van vandaag actief als een van de langst bestaande kleine jazzensembles en nam al een twintigtal albums op.

## Klassiek œuvre
Naast zijn solo- en jazzwerk nam Jarrett ook heel wat cd's op van klassieke componisten. Zo speelde hij werken van Bach, waaronder Das Wohltemperierte Klavier en de Franse suites, suites van Georg Friedrich Händel, pianoconcerti van Mozart (de pianoconcerti nr KV 271, 453 en 466; Adagio en Fuga (KV 546)), en de 24 Preludes en fuga's van Sjostakovitsj (opus 87). In 2023 bracht hij een cd uit met de Württemberg Sonates van Carl Philipp Emanuel Bach (ECM Records), die in 1993 al waren opgenomen.
In 2003 won Jarrett de Polar Music Prize, die ook wel de Nobelprijs voor de muziek wordt genoemd.

## Discografie

### Albums
| Album met hitnotering(en) in de Vlaamse Ultratop 200 albums | Datum van verschijnen | Datum van binnenkomst | Hoogste positie | Aantal weken | Opmerkingen                            |
| ----------------------------------------------------------- | --------------------- | --------------------- | --------------- | ------------ | -------------------------------------- |
| The mourning of a star                                      | 1971                  | -                     |                 |              |                                        |
| Birth                                                       | 1972                  | -                     |                 |              |                                        |
| Facing you                                                  | 1972                  | -                     |                 |              |                                        |
| Fort yawuh                                                  | 1973                  | -                     |                 |              |                                        |
| Ruta & Daitya                                               | 1973                  | -                     |                 |              |                                        |
| Solo concerts                                               | 1973                  | -                     |                 |              |                                        |
| Death and the flower                                        | 1974                  | -                     |                 |              |                                        |
| Treasure island                                             | 1974                  | -                     |                 |              |                                        |
| Belonging                                                   | 1974                  | -                     |                 |              |                                        |
| Backhand                                                    | 1974                  | -                     |                 |              |                                        |
| The Köln Concert                                            | 1975                  | -                     |                 |              |                                        |
| Mysteries                                                   | 1975                  | -                     |                 |              |                                        |
| Spheres                                                     | 1977                  | -                     |                 |              |                                        |
| Staircase/Hourglass/Sundial/Sand                            | 1977                  | -                     |                 |              |                                        |
| The survivors' suite                                        | 1977                  | -                     |                 |              |                                        |
| My song                                                     | 1978                  | -                     |                 |              |                                        |
| Nude ants                                                   | 1978                  | -                     |                 |              |                                        |
| Sunbear concerts                                            | 1978                  | -                     |                 |              |                                        |
| Eyes of the heart                                           | 1979                  | -                     |                 |              |                                        |
| G.I.Gurdjieff sacred hymns                                  | 1980                  | -                     |                 |              |                                        |
| Concerts                                                    | 1981                  | -                     |                 |              |                                        |
| Invocations/Moth & flame                                    | 1981                  | -                     |                 |              |                                        |
| Standards I                                                 | 1983                  | -                     |                 |              |                                        |
| Changes                                                     | 1984                  | -                     |                 |              |                                        |
| Standards II                                                | 1985                  | -                     |                 |              |                                        |
| Standards live                                              | 1985                  | -                     |                 |              |                                        |
| Spirits                                                     | 1986                  | -                     |                 |              |                                        |
| Still live                                                  | 1986                  | -                     |                 |              |                                        |
| Dark intervals                                              | 1988                  | -                     |                 |              |                                        |
| Paris concert                                               | 1988                  | -                     |                 |              |                                        |
| Changeless                                                  | 1989                  | -                     |                 |              |                                        |
| Personal mountains                                          | 1989                  | -                     |                 |              |                                        |
| Standards in Norway                                         | 1989                  | -                     |                 |              |                                        |
| Tribute                                                     | 1989                  | -                     |                 |              |                                        |
| The cure                                                    | 1991                  | -                     |                 |              |                                        |
| Vienna concert                                              | 1991                  | -                     |                 |              |                                        |
| Bye bye blackbird                                           | 1993                  | -                     |                 |              |                                        |
| At the deer head inn                                        | 1994                  | -                     |                 |              |                                        |
| At the blue note                                            | 1995                  | -                     |                 |              |                                        |
| La scala                                                    | 1997                  | -                     |                 |              |                                        |
| Tokyo 1996                                                  | 1998                  | -                     |                 |              |                                        |
| The melody at night, with you                               | 1999                  | -                     |                 |              |                                        |
| Whisper not                                                 | 2000                  | -                     |                 |              |                                        |
| Inside out                                                  | 2000                  | -                     |                 |              |                                        |
| The out-of-towners                                          | 2001                  | -                     |                 |              |                                        |
| Always let me go                                            | 2002                  | -                     |                 |              |                                        |
| Up for it                                                   | 2003                  | -                     |                 |              |                                        |
| Radiance                                                    | 29-04-2005            | 28-05-2005            | 88              | 2            |                                        |
| The Carnegie Hall concert                                   | 2006                  | 30-09-2006            | 92              | 2            |                                        |
| My foolish heart                                            | 2007                  | -                     |                 |              |                                        |
| Setting standards - New York sessions                       | 04-01-2008            | 09-02-2008            | 69              | 1            | met Gary Peacock & Jack DeJohnette     |
| Yesterdays                                                  | 2009                  | 07-02-2009            | 87              | 1            | met Gary Peacock & Jack DeJohnette     |
| Paris / London - Testament                                  | 02-10-2009            | 07-11-2009            | 95              | 1            |                                        |
| Jasmine                                                     | 03-05-2010            | 15-05-2010            | 52              | 9            | met Charlie Haden                      |
| Rio                                                         | 2011                  | -                     |                 |              |                                        |
| The Köln Concert                                            | 1975                  | 11-02-2012            | 60              | 1            |                                        |
| Sleeper - Tokyo, April 16, 1979                             | 2012                  | 11-08-2012            | 134             | 1*           | met Garbarek, Danielsson & Christensen |